# Crassula congesta
Crassula congesta (лат.) — вид суккулентных растений рода Толстянка (Crassula) семейства Толстянковые (Crassulaceae), естественно произрастающий на территории Капской провинции Южно-Африканской Республики.

## Название
Родовое латинское название Crassula происходит от латинского слова crassus, — «толстый», в основном из-за присутствия у растений этого рода сочных листьев.
Видовой латинский эпитет compacta происходит от лат. congestus — «переполненный, перегруженный».

## Описание

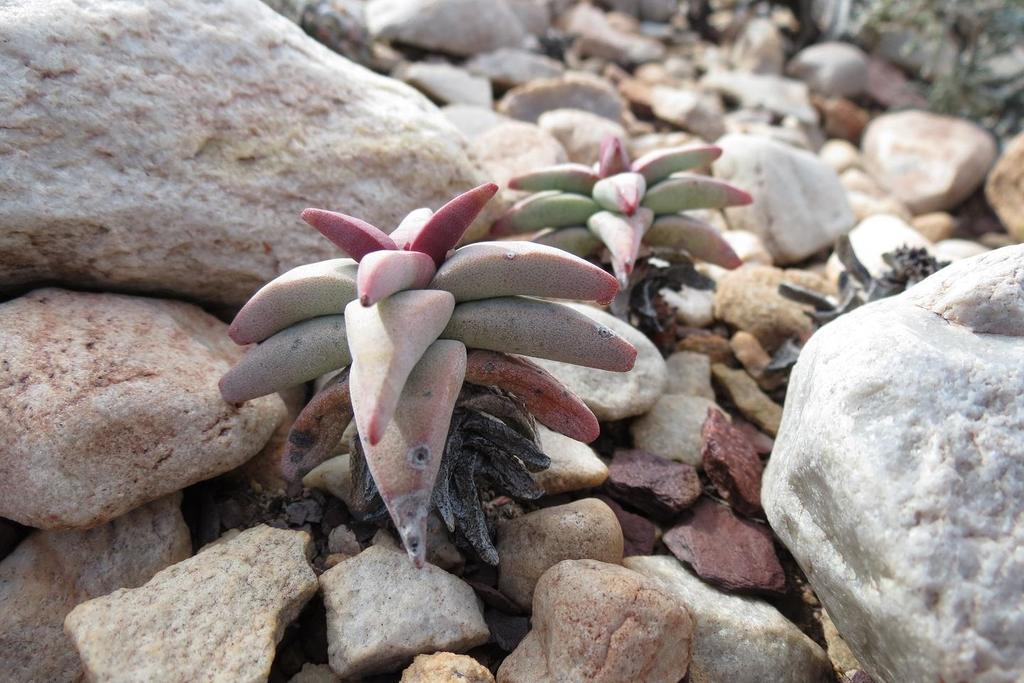
Crassula congesta subsp. laticephala

Двулетники характеризуются прямостоячими ветвями длиной 50–150(200) мм, которые не разветвлены. Листья ланцетные, имеют размеры 15–25(30) × 8–13 мм, острые. Они укорачиваются внизу соцветия, сверху плоские или несколько бороздчатые, а снизу сильно выпуклые. Листья могут быть голыми или редко имеют несколько ресничек к основанию, их цвет варьирует от серо-зелёного до коричневого.
Соцветие представляет собой верхушечную цимозную головку, едва прикрытую верхними листьями. Чашечка состоит из долей узко-продолговато-обратно-ланцетных, длиной 3–4 мм, округлых, с краевыми ресничками. Доли чашечки сверху мясистые и зелёные, снизу несколько тоньше. Венчик тонкий, ампуловидный, у основания сросшийся, длиной 3–3,5 мм, кремовый, часто с красным оттенком. Доли венчика узко-продолговато-ланцетные, длиной 9–13 мм, с тупым носиком. Тычинки с жёлтыми пыльниками. Чешуйки от лопатчатых до Т-образных, размерами 1–1,2 × 0,5–0,7 мм, усечённые или слегка закруглённые, сверху мясистые и красные, с жёлтой, почти пленчатой ножкой. Период цветения: (июнь) июль.

## Таксономия
Crassula congesta N.E.Br., первое упоминание в Gard. Chron., ser. 3, 32: 171 (1902).

### Синонимы
Гомотипные (основанные на одном и том же номенклатурном типе):
- Tetraphyle congesta (N.E.Br.) P.V.Heath (1993)

### Подвиды
Подтвержденные подвиды по данным сайта Plants of the World Online на 2024 год:
- Crassula congesta subsp. congesta
- Crassula congesta subsp. laticephala (Schönl.) Toelken, отличается от подвида congesta: мельче, высотой до 10 см, с острыми, отогнутыми назад листьями[5].